# Stylidium utricularioides
Stylidium utricularioides este o specie de plante dicotiledonate din genul Stylidium, familia Stylidiaceae, ordinul Asterales, descrisă de George Bentham. Conform Catalogue of Life specia Stylidium utricularioides nu are subspecii cunoscute.